# Klid (Ladislav Sabo)
Klid, nazývaný také Modrá naděje, je ocelová exteriérová plastika. Nachází se v městské části Hodolany města Olomouc, v okrese Olomouc v Olomouckém kraji v nížině Hornomoravský úval a na Hané.

## Historie, autorství a popis
Autorem netradiční „industriální“ provokativní plastiky, postavené z prázdných svařovaných ocelových barelů, je slovenský sochař Ladislav (Laco) Sabo (*1954). Plastika modré barvy o výšce, šířce a hloubce 3 až 4 m. Barely jsou umístěny ve třech vzájemně kolmých směrech připomínajících ortogonální kartézský sořadný systém. Abstraktním způsobem symbolizuje těžkosti a nejistoty v lidské společnosti. Zároveň ale také ukazuje naději. Dílo bylo postaveno v roce 2024 v rámci dlohodobého českého mezinárodního sochařského projektu Sculpture Line, zaměřeného na instalací soch do veřejného prostoru českých měst. Je umístěno na prostranství před olomouckým hlavním nádražím u vodní fontány na ulici Jeremenkova.

## Další informace
Dílo je celoročně volně přístupné.

## Galerie

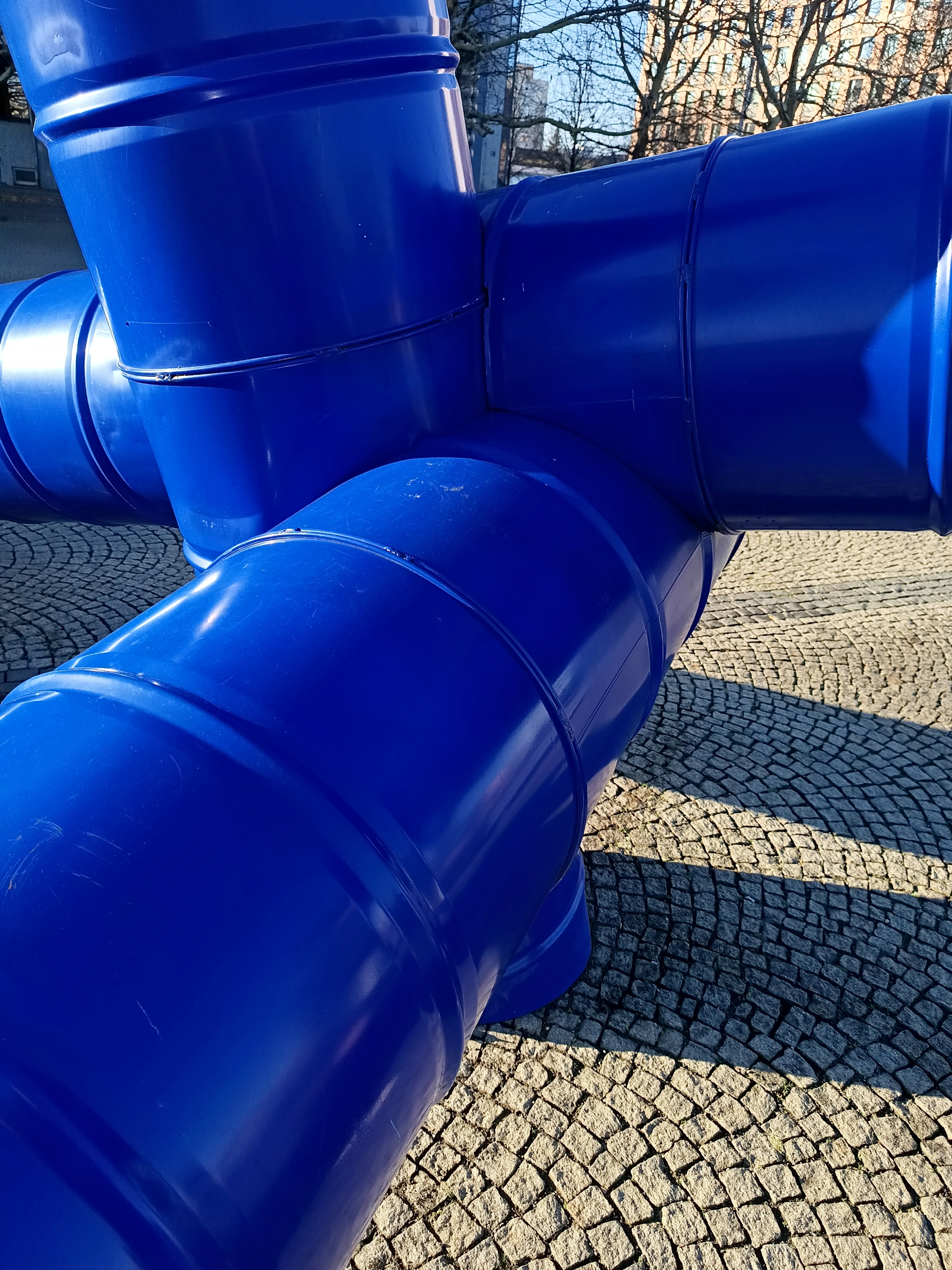
Detail středu díla